# 120 Days (album)
120 Days è il primo ed eponimo album in studio del gruppo musicale norvegese 120 Days, pubblicato nel 2006.

## Tracce
1. Come Out, Come Down, Fade Out, Be Gone – 8:50
2. Be Mine – 4:14
3. C-Musik – 7:22
4. Sleepwalking – 3:28
5. Get Away – 4:40
6. Keep On Smiling – 5:30
7. Lazy Eyes – 4:40
8. Sleepless Nights #3 – 3:03
9. I've Lost My Vision – 11:25